# 가을비 우산 속에
"가을비 우산 속에"는 1979년 공개된 대한민국의 영화이다.

## 배역
- 신성일
- 정윤희
- 김자옥
- 문정숙